# Backes (Wülscheid)

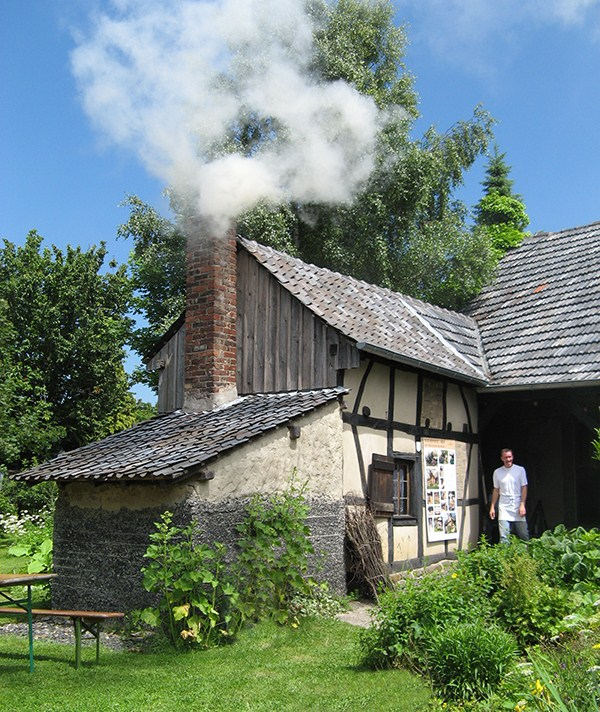
Backes (2009)

Das Backes ist ein Backhaus in Wülscheid, einem Ortsteil des Stadtbezirks Aegidienberg der Stadt Bad Honnef im nordrhein-westfälischen Rhein-Sieg-Kreis. Es steht als Baudenkmal unter Denkmalschutz.

## Lage
Das Backhaus liegt an der Wülscheider Straße, der Ortsdurchfahrtsstraße, im unteren Bereich des Wülscheider Oberdorfs auf etwa 255 m ü. NHN.

## Geschichte
Das Backhaus einschließlich eines Königswinterer Backofens wurde Ende des 19. Jahrhunderts errichtet und gehörte als Nebengebäude zu einem Wohnhaus mit Stall. In der ersten Hälfte des 20. Jahrhunderts kamen Kochstellen und eine Rauchkammer hinzu. Nach einem Besitzerwechsel um 1992 wurden die Backeinrichtungen 1997 (neu) entdeckt und als historisches Zeugnis erkannt. Daraufhin wurde das Backhaus am 14. Oktober 1997 in die Denkmalliste der Stadt Bad Honnef eingetragen. Es folgte eine zweijährige Sanierung, bereits im Sommer 1999 konnte der Backofen erstmals wieder in Betrieb genommen werden.

## Gebäude
Das eingeschossige Backhaus ist ein sattelgedecktes Fachwerkhaus in Ständerbauweise. Es verfügt über ein Drempelgeschoss. Ein Bruchsteinfundament trägt die Fachwerkschwelle. Kochstellen und Rauchkammer bestehen aus Bimssteinmauerwerk. Die Baumaterialien entstammen teilweise einer Zweitverwendung.